# 驟雨

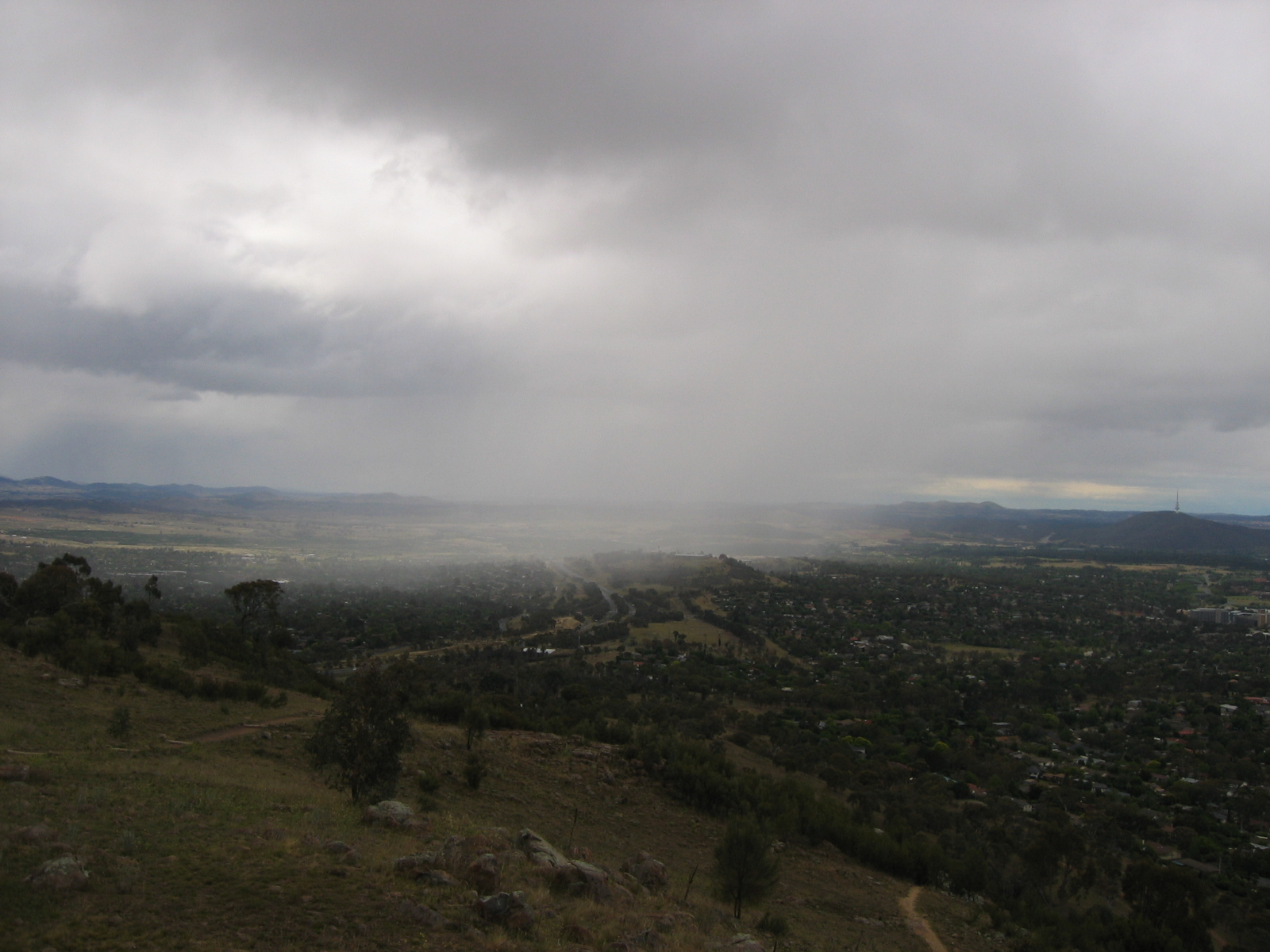
丘の上から見たふもとの驟雨

驟雨（しゅう雨、しゅうう, 英: rain showers）は、対流性の雲から降る雨のこと。降水強度が急に変化し、降り始めや降り止みが突然で、空間的な雨の分布を見ても変化が大きく散発的であるのが特徴。特に、短時間で止むような一過性の驟雨をにわか雨（俄雨、にわかあめ）という。

## 概要
対流性の雲とは、積雲や積乱雲のことである。これらの雲は、大気が不安定な時に上昇気流により垂直方向にもくもくと発達する一方、水平方向への広がりが小さい。そのため、一つの雲が通過する際に降る雨は、平均で十分程度、長くても数十分であり、すぐ止んでしまうのがふつうである。複数の雲が連続して通過すると、降り出してはすぐに降り止むことが繰り返され、強度変化の激しい雨が続いているものとして観測される。
なお、このような雨のうち、雨量が数十分で数十mmに達する強いものを「局地的大雨」、数時間で100mmを超えるような激しいものを「集中豪雨」と呼ぶ。
特に積乱雲による驟雨は、雷や突風を伴うことが多い。
日本では夏の午後、夕方ごろに積乱雲が発生して驟雨となることが多く、夕立（ゆうだち）と呼ばれる。
天気予報の特に音声で伝える場面では「しゅう雨」は用いず「にわか雨」と言い換える。また、「所によりにわか雨」はしゅう雨を意味するが、「所により一時雨」はしゅう雨以外の雨あるいはしゅう雨になるか特定できない場合を意味する。

## 観測・記録
国際気象通報式では、観測時に降っているか止んでいるか、雪・霰・雹を伴うかどうか、雷を伴う否か、雨の4段階強度や雷の3段階強度などの組み合わせで区分される天気から選択して報告する。驟雨を表す基本の記号は雨としゅう雨性の記号を組合わせた。
ラジオ気象通報などの日本式天気図では、観測時にしゅう雨が降っている場合に天気を「にわか雨」とする。天気記号は（ニ）。ただし、霰や雹、雷を伴う場合はそちらを優先して報告する。
航空気象の通報式では、「特性」の欄のSHがしゅう雨性、「降水現象」の欄のRAが雨を表す。